# Shelfordina daulopassana
Shelfordina daulopassana är en kackerlacksart som beskrevs av Roth, L. M. 1997. Shelfordina daulopassana ingår i släktet Shelfordina och familjen småkackerlackor.
Artens utbredningsområde är Papua Nya Guinea. Inga underarter finns listade i Catalogue of Life.